# Strychnos matopensis
Strychnos matopensis är en tvåhjärtbladig växtart som beskrevs av Spencer Le Marchant Moore. Strychnos matopensis ingår i släktet Strychnos och familjen Loganiaceae. Inga underarter finns listade i Catalogue of Life.